# Immaculada Concepció (Tiepolo)
Immaculada Concepció és una pintura del pintor italià Giovanni Battista Tiepolo (1696-1770). Era un dels set retaules encarregats el 1767 pel rei Carles III d'Espanya pel convent de San Pascual a Aranjuez, llavors en construcció.
La pintura va ser encarregada el 1767, quan la Immaculada Concepció era ja un tema comú dins de l'art. La festa de la Immaculada Concepció (el 8 de desembre) habia estat restaurada a l'any litúrgic el 1708, tot i que la seva teologia no es definiria definitivament com a dogma fins a la declaració del Papa Pius IX el 1854. La pintura representa la Immaculada Concepció, una tradició de l'Església catòlica que declara que Maria, mare de Jesús va ser concebuda sense pecat original. Descriu la Maria, envoltada per àngels i coronada amb el cercle d'estrelles. És mostra trepitjant una serp, representant la seva victòria sobre el diable. Els lliris i la rosa són referències a hortus conclusus ("jardí tancat") i simbolitzen l'amor, virginitat i puresa de Maria. La pintura està en el Museu del Prado, Madrid.
Els retaules de Tiepolo van ser transferits al contigu convent aviat just després de ser instal·lats en l'església. Van ser reemplaçats per un conjunt de temàtica idèntica fet per Anton Raphael Mengs, el neoclassicisme del qual era més del gust de Carles III. El 1827, la pintura va ser transferida al Museu del Prado.

## Descripció
L'imponent estil barroc de la pintura pretén provocar emocions. Es va acabar entre el 1767 i el 1768. La representació de la Mare de Déu es fa segons la iconografia cristiana tradicional i representa la seva Immaculada Concepció, lliure de pecat original. Entre els elements iconogràfics estàndard s'inclouen el colom a sobre d'ella, les estrelles al voltant del cap, la seva posició a la mitja lluna amb una serp aixafada sota els peus, les mans unides en oració i l'obelisc a la dreta.
La iconografia addicional inclou núvols, querubins, lliris i una rosa rosa, flors que sovint s'associen a Maria. El colom sobre el seu cap simbolitza l'Esperit Sant, mentre que la rosa i els lliris són els seus símbols consuetudinaris, els lliris representen la seva puresa, mentre que la rosa és el símbol de Maria, la reina del cel i de la terra. La seva faixa hauria de ser el cordó de Sant Francesc.
El globus que simbolitza tot el món, la mitja lluna i la corona estelada sobre el seu cap són símbols tradicionals de la "dona vestida de sol" (Virgo in Sole) descrita a la dona de l'Apocalipsi 12:1-2. La mateixa lluna creixent és un antic símbol de castedat que deriva de la deessa romana Diana. De la mateixa manera que la lluna deriva la seva llum del sol, també la gràcia especial de Maria deriva dels mèrits de Crist, el seu Fill. L'obelisc, a la seva dreta, també brilla a la llum del sol i fa referència als símbols tradicionals de la Immaculada Concepció associats a la Torre de David i la Torre d'Ivori, evocant la inexpugnabilitat, la virginitat i la puresa. Es reprodueix a Maria trepitjant una serp amb una poma a la boca, representant la serp en el Jardí de l'Edèn i el Pecat Original. Sota els seus peus, es veu una branca de palma i un mirall. La branca de palma significa la victòria i l'exaltació de Maria, el mirall la seva puresa.
Originària d'Espanya amb Francisco Pacheco, la popularitat d'aquesta representació particular de La Puríssima Concepció es va estendre per tot Europa. Tiepolo va pintar una versió més primerenca de la Immaculada Concepció el 1734 per l'església Franciscana de Santa Maria d'Araceli, Vicenza. Aquella versió va descriure la Mare de Déu com una noia jove bonica de la manera ja establerta per Guido Reni i Bartolomé Esteban Murillo, seguint Pacheco. La pintura està al Museu cívic de Vicenza al Palazzo Chiericati. En aquesta versió la representació de Maria és bastant més majestuosa i solemne d'acord amb la tradició alcantarina d'austeritat.
Tiepolo va pintar un conjunt de cinc modelli per als seus retaules. Aquests són tots al Courtauld Institute of Art de Londres i es consideren una de les seves millors obres. El model de la Immaculada Concepció difereix de la versió final en diversos aspectes. A la versió final, la figura de Maria ocupa més espai i no té l'àngel que l'acompanya a l'esquerra. Es creu que aquest àngel és una representació de l'arcàngel Miquel, l'assassinat de Lucifer prefigurava el paper de Maria com a instrument de salvació. L'àngel és present en un esbós d'oli realitzat al mateix temps, ara a la National Gallery of Ireland, considerat iconogràficament el més complex de les representacions de la Immaculada Concepció de Tiepolo. Fixeu-vos en que significa la Santíssima Trinitat.
Entre les obres més populars de Tiepolo hi ha temes mitològics i religiosos que transmeten una atmosfera de grandesa i bellesa.

## Procedència
- Església de S. Pascual Baylon, Aranjuez (1770–1775)
- Convent de S. Pascual Baylon, Aranjuez (1775–1827)
- Museu del Prado, Madrid (des de 1827)[4]

## Galeria d'imatges

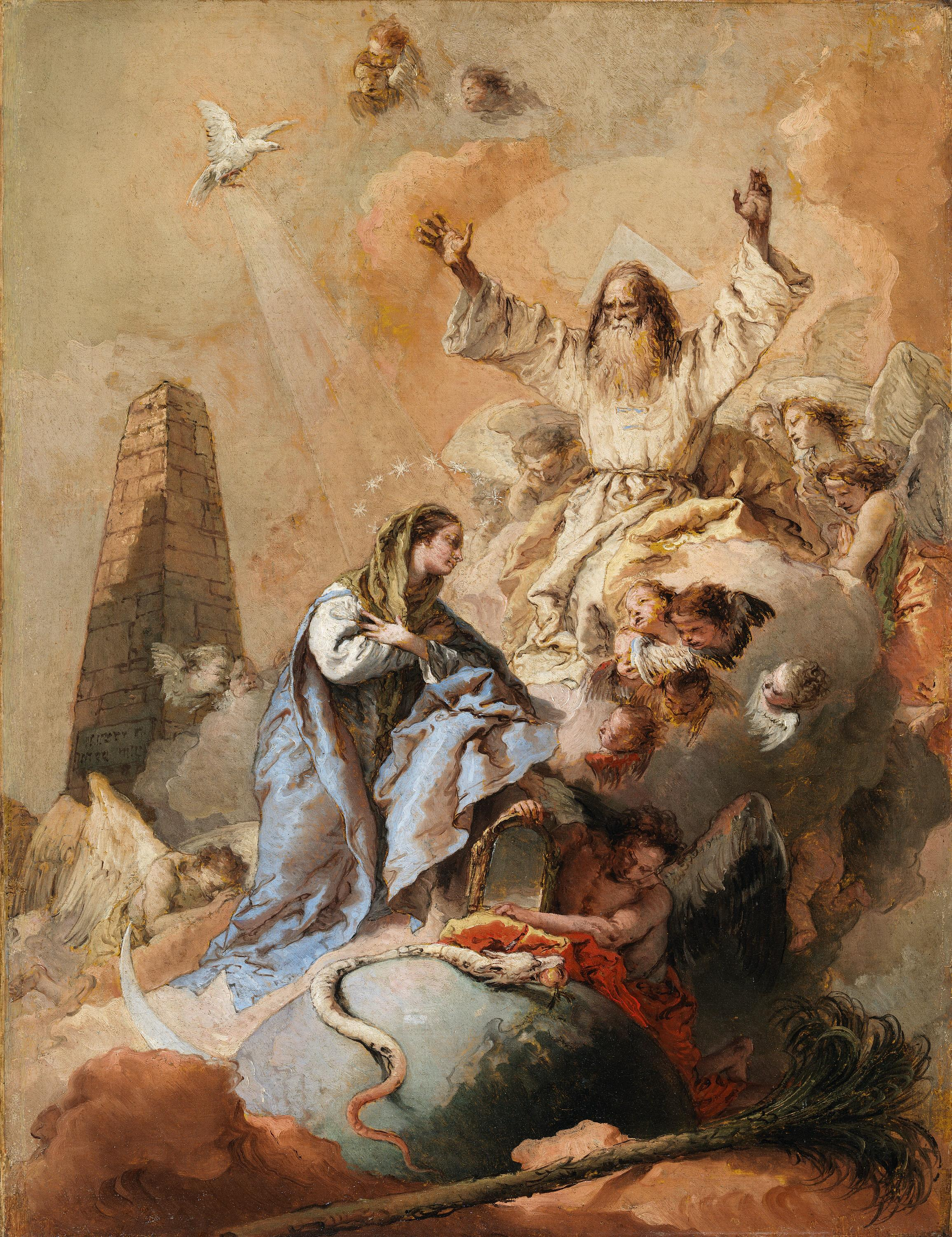
Al·legoria de la Immaculada Concepció, c.1769, National Gallery of Ireland
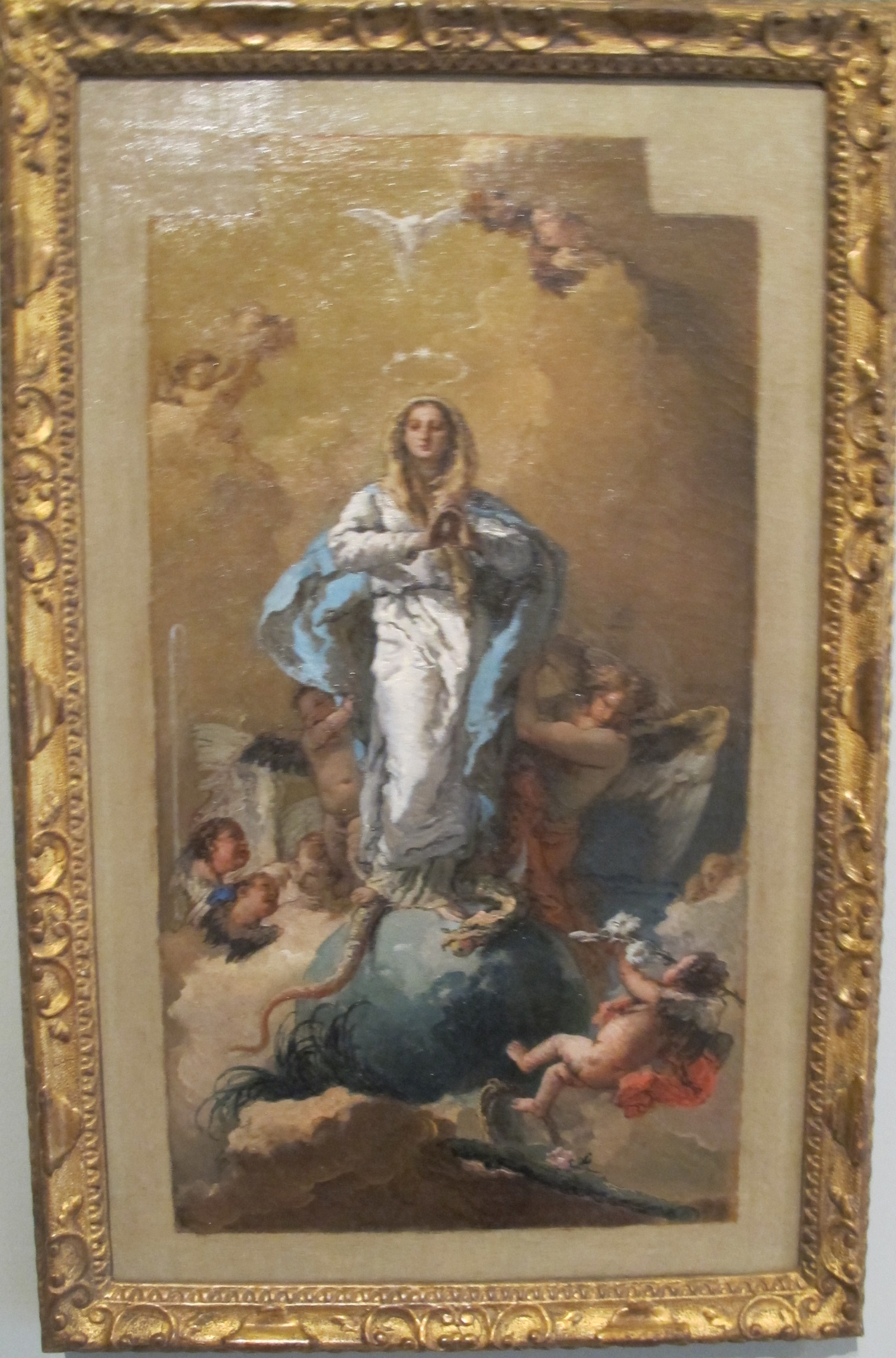
Modello, 1767, Courtauld Institute of Art